# Hannsjön, Ångermanland
Hannsjön är en sjö i Örnsköldsviks kommun i Ångermanland och ingår i Ångermanälvens huvudavrinningsområde. Sjön har en area på 0,536 kvadratkilometer och ligger 257 meter över havet. Sjön avvattnas av vattendraget Gäddtjärnbäcken.

## Delavrinningsområde
Hannsjön ingår i det delavrinningsområde (701722-160823) som SMHI kallar för Utloppet av Hannsjön. Medelhöjden är 303 meter över havet och ytan är 8,06 kvadratkilometer. Det finns inga avrinningsområden uppströms utan avrinningsområdet är högsta punkten. Gäddtjärnbäcken som avvattnar avrinningsområdet har biflödesordning 3, vilket innebär att vattnet flödar genom totalt 3 vattendrag innan det når havet efter 39 kilometer. Avrinningsområdet består mestadels av skog (79 procent). Avrinningsområdet har 0,53 kvadratkilometer vattenytor vilket ger det en sjöprocent på 6,6 procent.